# Фрідріх-Вільгельм Мюллер
Не варто плутати з атлетом Фрідріхом Вільгельмом Мюллером
Фрідріх-Вільгельм Мюллер (нім. Friedrich-Wilhelm Müller; нар. 29 серпня 1897, Бармен, Пруссія — пом. 20 травня 1947, Афіни) — німецький воєначальник часів Третього Рейху, генерал від інфантерії (1944) Вермахту. Кавалер Лицарського хреста з Дубовим листям та мечами (1945).

## Біографія
Після початку Першої світової війни 2 серпня 1914 року поступив у 2-й гренадерський полк, потім служив у 262-му піхотному полку. 18 березня 1920 року демобілізований, служив у поліції.
В 1935 році поступив на службу у вермахт. З 10 листопада 1938 року — командир 3-го батальйону 105-го піхотного полку. Учасник Польської і Французької кампанії. З 1 жовтня 1940 року — командир 105-го піхотного полку 34-ї піхотної дивізії. Учасник німецько-радянської війни: боїв під Мінськом, Смоленськом, Гомелем, В'язьмою Москвою і (з березня 1942) під Юхновим. З 1 серпня 1942 по 15 березня 1943 року — командир 22-ї піхотної дивізії. В серпні 1942 році дивізію перекинули в Грецію, а з листопада входила в склад Критського гарнізону.
З 4 травня по 2 червня 1944 року — в.о. командира 5-го армійського корпусу, який діяв в Південній Україні, з 2 по 10 червня 1944 року — 59-го армійського корпусу, після чого повернувся на Крит, де 1 липня отримав посаду коменданта укріплень острова. керував підготовкою фортифікаційних споруд до можливої висадки союзників. 13 листопада з частини штабу Мюллера сформували управління 34-го армійського корпусу, в який входили також розквартировані на Криті німецькі частини. В грудні корпус перекинули в Сербію. З 8 грудня 1944 року — командир 48-го армійського корпусу, який діяв в Угорщині.
З 29 січня 1945 року — командувач 4-ю армією. В березні війська Мюллера були розбиті Червоною армією і в квітні командування було виведене в резерв ОКГ і 27 квітня розформоване. В травні Мюллера взяли в полон англо-американські війська. На процесі в Афінах визнаний винним у скоєні воєнних злочинів, засуджений до страти і розстріляний.

## Нагороди
- Залізний хрест
  - 2-го класу (25 травня 1916)
  - 1-го класу (29 серпня 1916)
- Орден «За заслуги» (Баварія) 4-го класу з короною і мечами
- Королівський орден дому Гогенцоллернів, лицарський хрест з мечами
- Нагрудний знак «За поранення» в сріблі
- Почесний хрест ветерана війни з мечами
- Медаль «За вислугу років у Вермахті» 4-го, 3-го і 2-го класу (18 років)
- Медаль «За вислугу років у поліції» 3-го і 2-го ступеня (18 років)
- Медаль «У пам'ять 13 березня 1938 року»
- Медаль «У пам'ять 1 жовтня 1938» із застібкою «Празький град»
- Застібка до Залізного хреста
  - 2-го класу (22 грудня 1939)
  - 1-го класу (12 червня 1940)
- Лицарський хрест Залізного хреста з дубовим листям і мечами
  - лицарський хрест (22 вересня 1941)
  - дубове листя (№ 86; 8 квітня 1942)
  - мечі (№ 128; 27 січня 1945)
- Штурмовий піхотний знак в сріблі
- Кримський щит
- Орден «За хоробрість» 3-го ступеня, 1-й клас (Болгарія)
- Орден Михая Хороброго 3-го класу (Румунія)
- 4 рази відзначений у Вермахтберіхт (19 січня 1942, 18 листопада 1943, 10 і 30 березня 1945)
- Сертифікат Пошани Головнокомандувача Сухопутних військ Вермахту (№ 670; 8 лютого 1942)
- Німецький хрест в золоті (18 червня 1943)
- Хрест Воєнних заслуг 2-го і 1-го класу з мечами

Військова кар'єра
- листопад 1915 — лейтенант резерву

- березень 1936 — майор
- 1 травня 1939 — оберст-лейтенант
- 1 січня 1942 — оберст
- 1 серпня 1942 — генерал-майор
- 1 квітня 1943 — генерал-лейтенант
- 1 липня 1944 — генерал від інфантерії